# Leesburg (Géorgie)
Pour les articles homonymes, voir Leesburg.
Leesburg est une ville de Géorgie, aux États-Unis. Il s'agit du siège du comté de Lee.

## Démographie
| 1880 | 1890 | 1900 | 1910 | 1920 | 1930 |
| ---- | ---- | ---- | ---- | ---- | ---- |
| 358  | 442  | 413  | 705  | 786  | 691  |

| 1940 | 1950 | 1960 | 1970 | 1980  | 1990  |
| ---- | ---- | ---- | ---- | ----- | ----- |
| 716  | 659  | 774  | 996  | 1 301 | 1 452 |

| 2000  | 2010  | - | - | - | - |
| ----- | ----- | - | - | - | - |
| 2 633 | 2 896 | - | - | - | - |